# Al Sharqiya
Al Sharqiya es el primer canal de televisión privado en Irak, que es propiedad del empresario de medios iraquí con sede en Londres, Saad al-Bazzaz, un ex hombre de radio y televisión durante el régimen de Saddam Hussein hasta que fue despedido en 1992. Al-Bazzaz también es el editor jefe del periódico Azzaman. El canal fue lanzado en marzo de 2004 e inició sus transmisiones regulares el 4 de mayo de 2004.
Al Sharqiya ha aumentado su audiencia gracias a la mezcla de programas de asuntos públicos y comedias, con lo que ha otorgado entretención al público del nuevo Irak.
El director de Al Sharqiya señala que su planta actual de 100 trabajadores captura una amplia audiencia gracias a la producción de sátira política y la cobertura informativa imparcial, a diferencia de lo ocurrido durante las décadas del régimen de Saddam Hussein.
En agosto de 2008 cuatro miembros del equipo del canal fueron asesinados en Mosul mientras estaban trabajando. El jefe de prensa del canal, Ali Wajih, culpó al canal Al-Iraqiya (perteneciente al Gobierno de Irak), señalando que el canal era "moralmente responsable" de aquellas muertes.